# Odense
Odense (kiejtése: [ˈoð̞ˀn̩sə]  dánul) Dánia harmadik legnagyobb városa, Fyn szigetének központja; 2006-ig Fyn megye székhelye volt.

## Földrajz
A város az Odense-fjord közelében az Odense folyó partján fekszik. Az 1796 és 1806 között ásott 7,5 méter mély csatorna köti össze a várost a fjorddal. Itt halad át a Koppenhágából és Jyllandból Schleswig-Holsteinbe menő vasútvonal.
A város elérhetősége jelentősen megnőtt, amikor 1997-ben elkészült a Nagy-Bælt híd a fővárosnak is helyet adó Sjælland és Fyn szigetei között, ami közúti és vasúti forgalom lebonyolítására is alkalmas. A híd a világ második leghosszabb függőhídja. Megépítése után lényegesen megrövidült a város és Koppenhága közötti út is, amely vonattal ma 1 óra 15 perc.

## Történelem

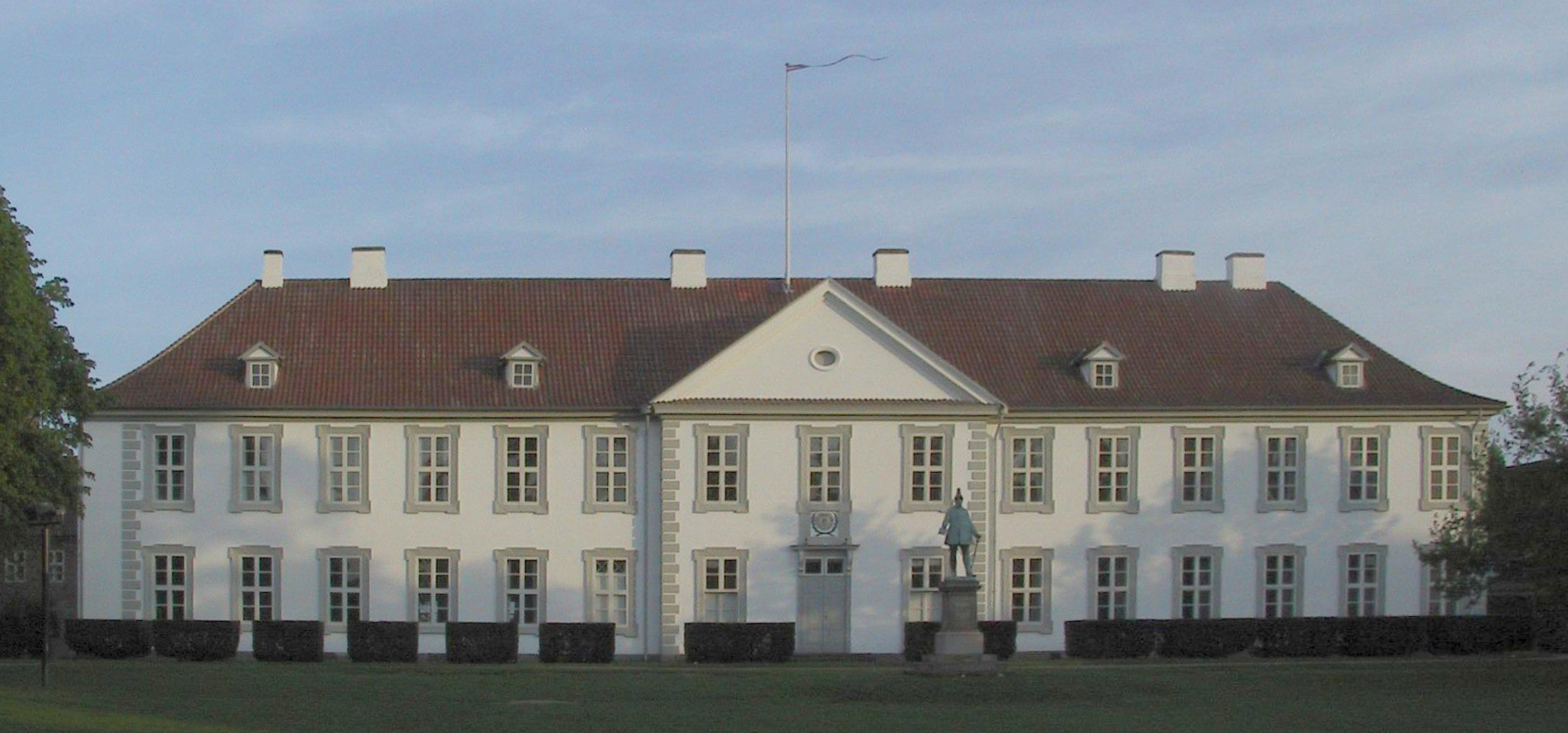
A királyi palota

Odense egyike Dánia legrégibb városainak: 1988-ban ünnepelte fennállásának ezredik évfordulóját. Már a 6. században jelentős település volt: itt állt az ősi norvég mitológia szerint Odin szentélye. A középkorban IV. (Szent) Knut király ereklyéi miatt az egyik legfontosabb északi zarándokhely volt. A 16. században számos országgyűlés színhelye és 1805-ig a funani tartományi gyűlés székhelye volt.
Odense leghíresebb épülete az Odinstårnet (Odin tornya) volt, ezt 1935-ben építettek, és a maga idejében Európa második legmagasabb tornya volt, méretét csak az Eiffel-torony múlta felül. A tornyot 1944-ben a nácik felrobbantották, és azóta sem épült újjá.

## Gazdaság
- Odensében van néhány nagy ipari vállalat központja is. Itt van Dánia legnagyobb hajógyára, az Odense Steel Shipyard, melynek központja a közeli Munkebo városában van.
- Itt van az ország legnagyobb zöldség-, gyümölcs- és virágkereskedő cége, a GASA.
- Az Albani sörgyár állítja elő többek közt az Odense Pilsener sört.
- Itt van a TV 2 dán televíziós társaság központja.
- Itt vannak a Dél-dániai Egyetem központi épületei.

## Közlekedés
A városon halad keresztül a Koppenhága–Fredericia/Taulov-vasútvonal.

## Turizmus
- A Szent Kanut-székesegyház 1081 és 1093 között épült gótikus stílusban. Egyike Dánia legszebb és legnagyobb gótikus épületeinek. A templomot a 13. században újjáépítették. Oltára alatt nyugszik Dánia védőszentje, Szent Kanut király. Odense a funeni püspökség székvárosa. Itt van eltemetve János dán király és II. Keresztély dán király is.
- A Miasszonyunk templom a 13. században épült, a 19. században újjáépítették. Egyik oltára a 16. században készült, Claus Berg lübecki mester alkotása.
- Az odensei királyi palotát IV. Frigyes dán király építtette a 18. században.
- A városban színház, szimfonikus zenekar, szabadtéri falumúzeum működik.

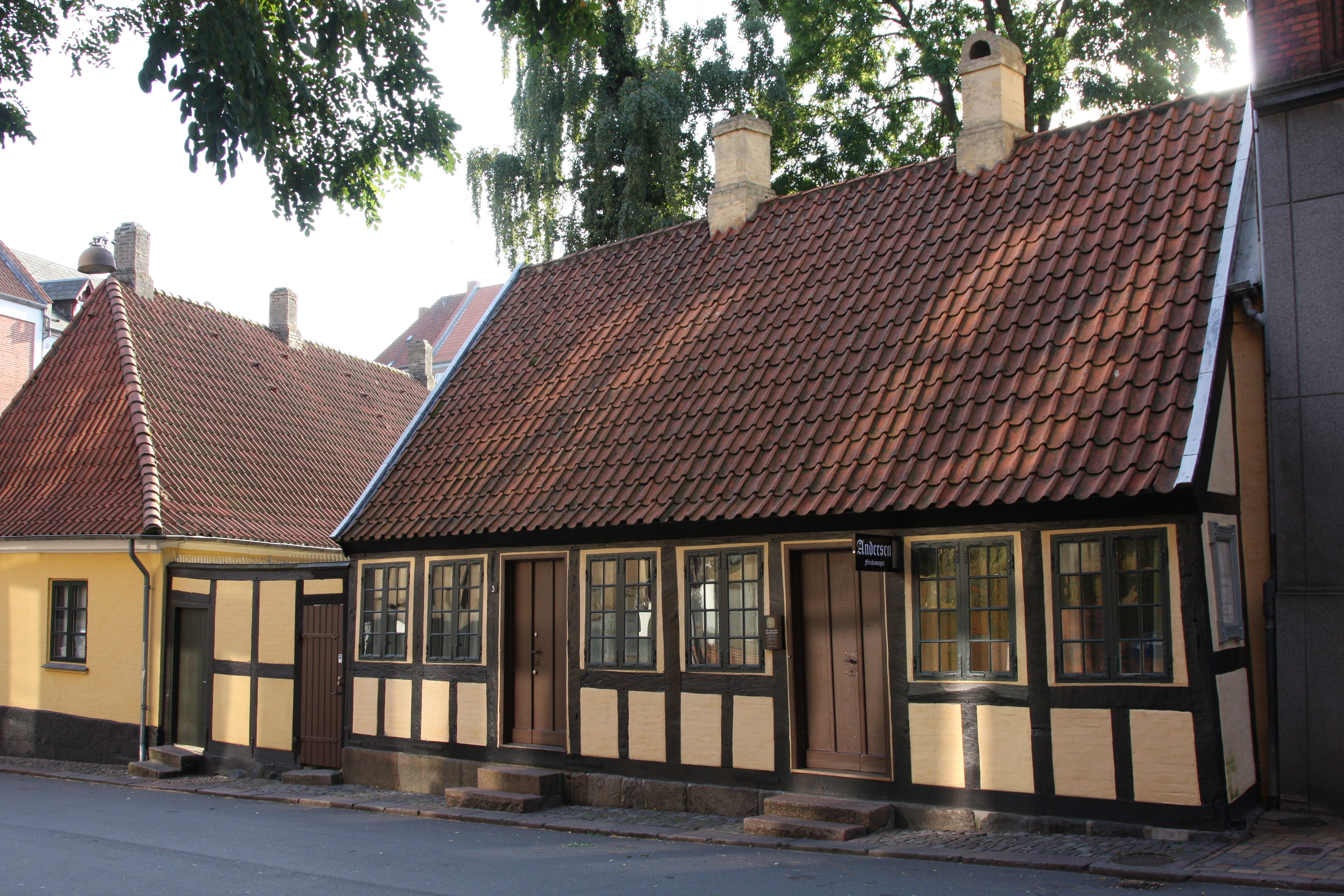
A ház, ahol Andersen gyermekkorát töltötte.

### Egyéb látványosságok
- Hans Christian Andersen Múzeum
- Hans Christian Andersen gyermekkori lakhelye
- Fyn falumúzeum
- Carl Nielsen Múzeum
- Carl Nielsen gyermekkori lakhelye
- Fyn Művészeti Múzeum
- Møntergården Városi Múzeum
- Odense városi színház
- Odense-fjord
- Szent Albani-templom
- Vor Frue templom
- Szent János-templom
- Odensei állatkert
- Odensei Központi Könyvtár
- Odensei Sportliget
- Dél-dániai Egyetem, korábban Odensei Egyetem
- Dánia Vasúti Múzeuma
- Nonnebakken

## Sport
Odense az otthona az Odense BK, a B1909, a B1913, a Dalum és az OKS dán futballcsapatoknak.

## Személyek
- Itt született 1805. április 2-án Hans Christian Andersen, a nagy mesemondó. Háza Odense régi városrészében jelenleg is áll, ma múzeum van benne. Nagy gyűjteménnyel rendelkezik Andersen munkáiból és személyes tárgyaiból.
- Itt élt Carl Nielsen klasszikus zeneszerző; egykori háza ma emlékmúzeum.
- Itt őrzik IV. (Szent) Knut dán király (1043–1086) ereklyéit.
- Itt született 1829. március 19-én Carl Frederik Tietgen gyáriparos, bankár, aki Dánia első magánbankjának és számos ipari vállalatnak volt az alapítója.
- Itt született 1866. május 5-én Thomas B. Thrige gyáriparos, feltaláló.
- Itt született Ove Sprogøe (1919–2004) kedvelt színész, filmszínész.
- Itt született Morten Grunwald (1934–2018) színész.
- Itt született 1980-ban Louise Ørnstedt úszó-Európa-bajnok.
- Itt született 1969-ben Anja Andersen, a világ egyik legjobb kézilabda-játékosa.
- Itt született 1994-ben Viktor Axelsen, olimpiai bajnok tollaslabdázó.

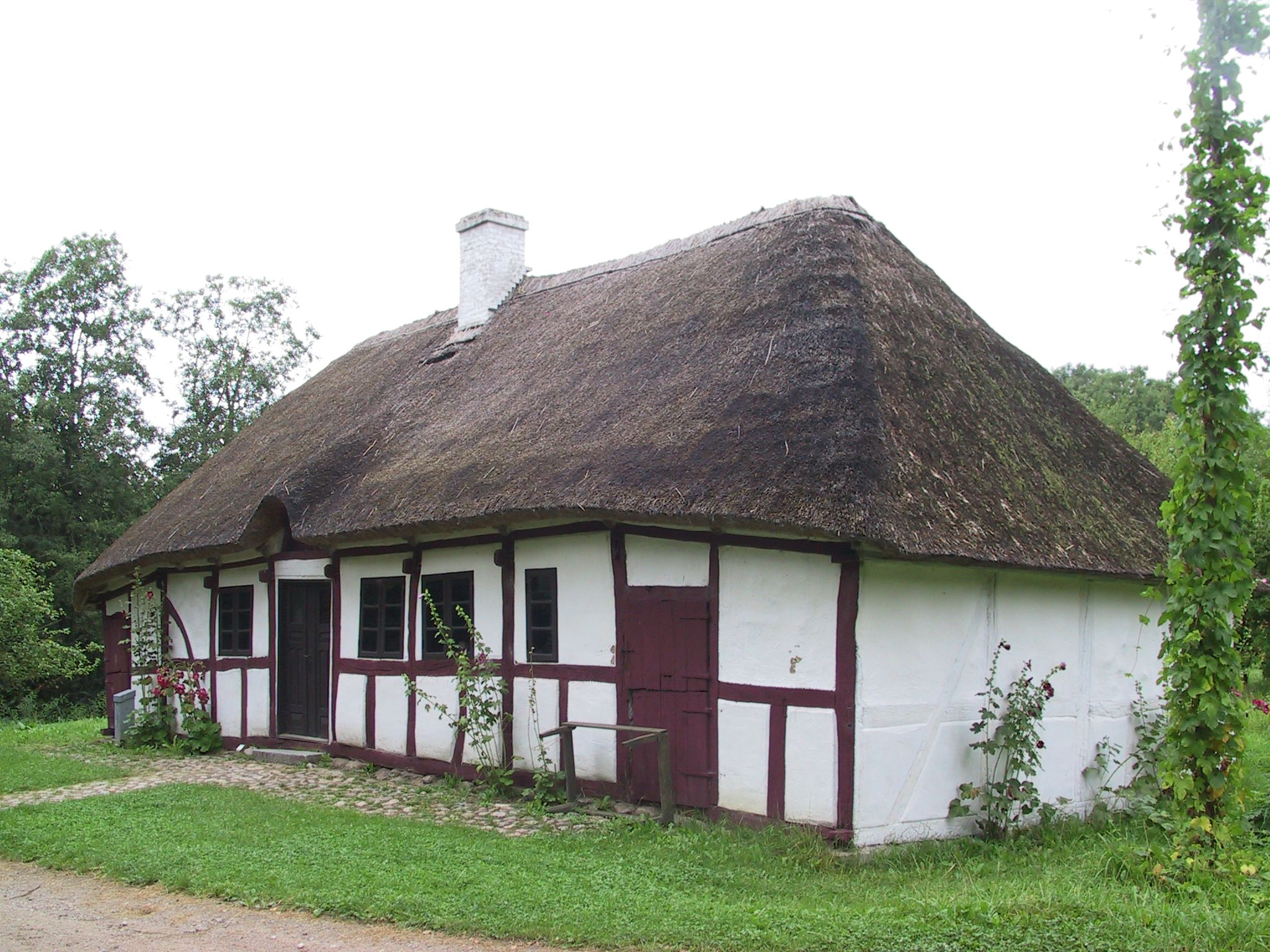
A Fyn szabadtéri múzeum

## Testvérvárosok
Odensének számos testvérvárosa van, melyek közül évente legalább 13-15-tel szerveznek valamilyen közös akciót.
| - Klaksvík, Feröer - Kópavogur, Izland - Norrköping, Svédország - Tampere, Finnország - Trondheim, Norvégia - Upernavik, Grönland - Östersund, Svédország - Kaunas, Litvánia (1992) - Brno, Csehország - Katowice, Lengyelország |  | - Kijev, Ukrajna - Schwerin, Németország - Funabasi, Japán - Iksan, Dél-Korea - Shaoxing, Kína - Columbus, Egyesült Államok - Groningen, Hollandia - İzmir, Törökország - Petah Tikva, Izrael - St Albans, Anglia |